# La Pouge
La Pouge est une commune française située dans le département de la Creuse, en région Nouvelle-Aquitaine.

## Géographie

### Généralités
Dans le quart sud-ouest du département de la Creuse, la commune de La Pouge s'étend sur 7,58 km2. Elle est bordée au sud-ouest par le Taurion.
L'altitude minimale 454 mètres se trouve localisée à l'extrême sud-ouest, près du lieu-dit Labrousse, là où le Taurion quitte la commune et sert de limite entre celles de Saint-Hilaire-le-Château et de Vidaillat. L'altitude maximale avec 618 mètres est située au nord-est, au lieu-dit les Sauvelles.
Traversé par la route départementale 941, le bourg de La Pouge est situé, en distances orthodromiques, dix-huit kilomètres à l'ouest d'Aubusson et vingt-deux kilomètres au sud de Guéret.
Le territoire communal est également desservi par les RD 10 et 45.

### Communes limitrophes
La Pouge est limitrophe de quatre autres communes.
|                          | Saint-Georges-la-Pouge |          |
| Saint-Hilaire-le-Château | La Pouge               |          |
| Vidaillat                |                        | Chavanat |

### Climat
Pour des articles plus généraux, voir Climat de la Nouvelle-Aquitaine et Climat de la Creuse.
Historiquement, la commune est exposée à un climat montagnard.  
En 2020, Météo-France publie une typologie des climats de la France métropolitaine dans laquelle la commune est exposée à un climat de montagne et est dans la région climatique  Ouest et nord-ouest du Massif Central, caractérisée par une pluviométrie annuelle de 900 à 1 500 mm, maximale en automne et en hiver.
Pour la période 1971-2000, la température annuelle moyenne est de 9,3 °C, avec  une amplitude thermique annuelle de 15 °C. Le cumul annuel moyen de précipitations est de 1 256 mm, avec 13,7 jours de précipitations en janvier et 8,3 jours en juillet. Pour la période 1991-2020, la température moyenne annuelle observée sur la station météorologique la plus proche, située sur la commune de Pontarion à 7,29 km à vol d'oiseau, est de 10,5 °C et le cumul annuel moyen de précipitations est de 1 155,8 mm,. Pour l'avenir, les paramètres climatiques de la commune estimés pour 2050 selon différents scénarios d’émission de gaz à effet de serre sont consultables sur un site dédié publié par Météo-France en novembre 2022.

## Urbanisme

### Typologie
Au 1er janvier 2024, La Pouge est catégorisée commune rurale à habitat très dispersé, selon la nouvelle grille communale de densité à 7 niveaux définie par l'Insee en 2022.
Elle est située hors unité urbaine et hors attraction des villes,.

### Occupation des sols
L'occupation des sols de la commune, telle qu'elle ressort de la base de données européenne d’occupation biophysique des sols Corine Land Cover (CLC), est marquée par l'importance des forêts et milieux semi-naturels (61,1 % en 2018), en diminution par rapport à 1990 (65,3 %). La répartition détaillée en 2018 est la suivante : 
forêts (61,1 %), prairies (24,9 %), zones agricoles hétérogènes (14 %). L'évolution de l’occupation des sols de la commune et de ses infrastructures peut être observée sur les différentes représentations cartographiques du territoire : la carte de Cassini (XVIIIe siècle), la carte d'état-major (1820-1866) et les cartes ou photos aériennes de l'IGN pour la période actuelle (1950 à aujourd'hui).

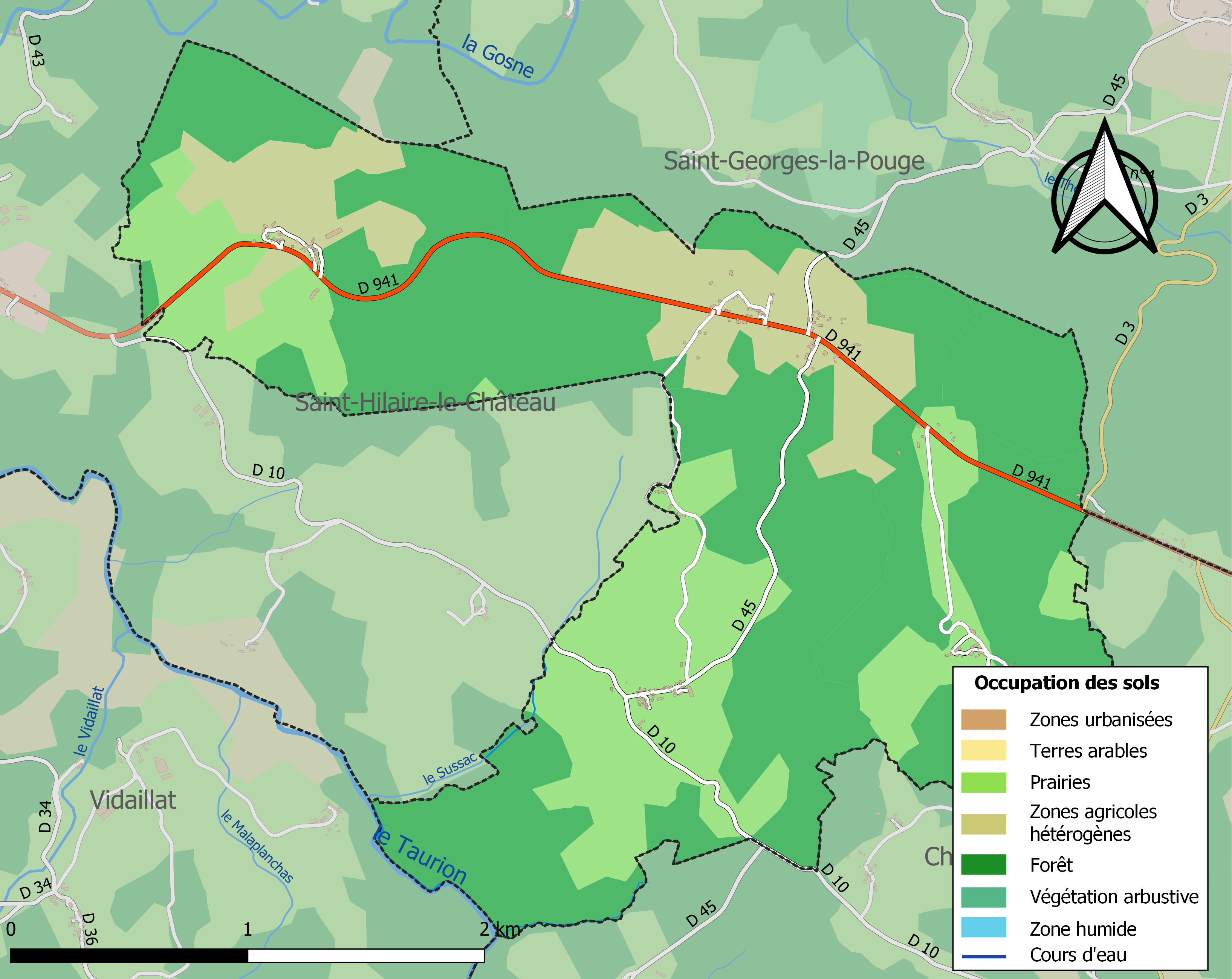
Carte des infrastructures et de l'occupation des sols de la commune en 2018 (CLC).

### Transport routier
- Réseau TransCreuse

### Risques majeurs
Le territoire de la commune de La Pouge est vulnérable à différents aléas naturels : météorologiques (tempête, orage, neige, grand froid, canicule ou sécheresse) et séisme (sismicité faible). Il est également exposé à un risque technologique, la rupture d'un barrage, et à un risque particulier : le risque de radon. Un site publié par le BRGM permet d'évaluer simplement et rapidement les risques d'un bien localisé soit par son adresse soit par le numéro de sa parcelle.

#### Risques naturels

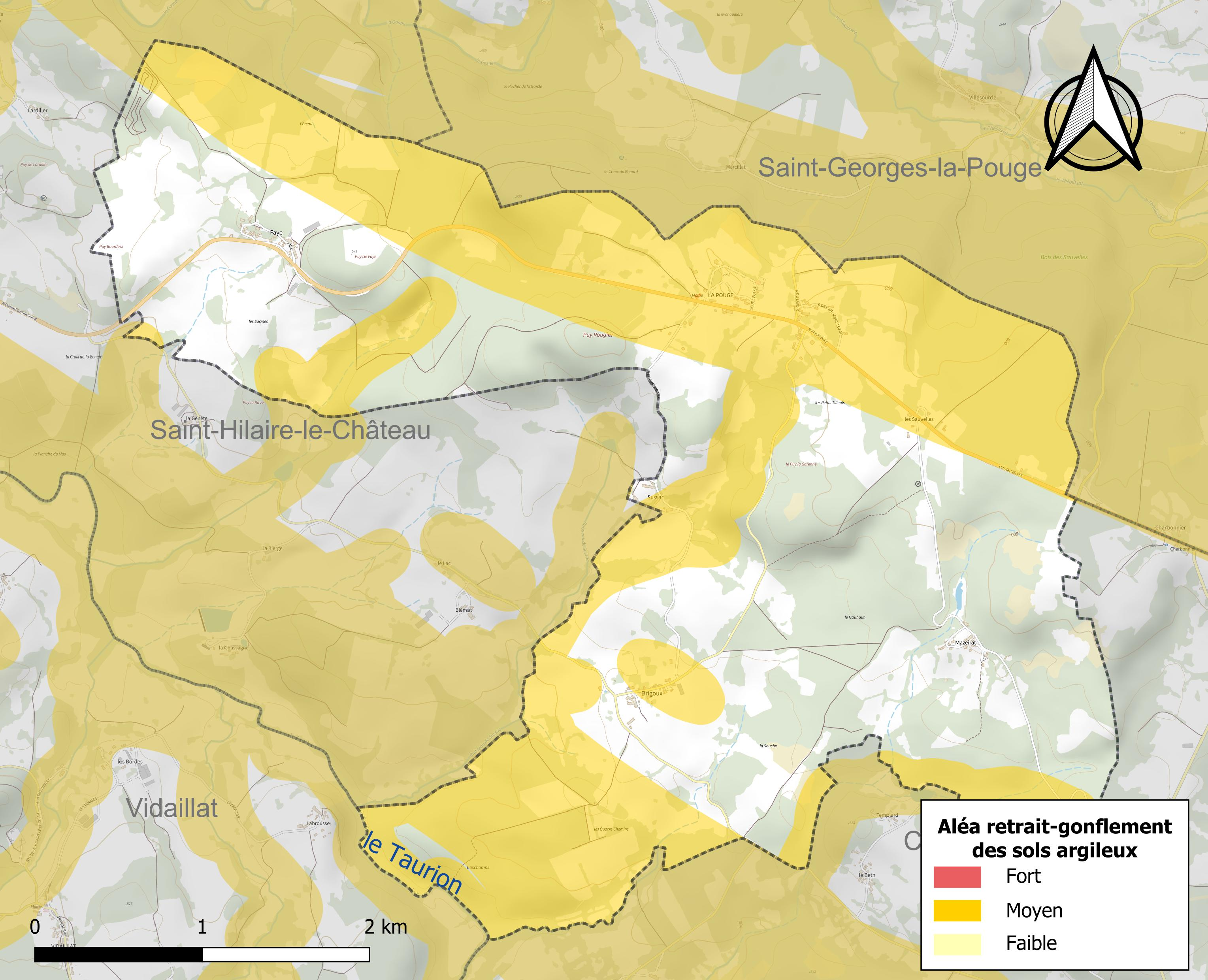
Carte des zones d'aléa retrait-gonflement des sols argileux de La Pouge.

Le retrait-gonflement des sols argileux est susceptible d'engendrer des dommages importants aux bâtiments en cas d’alternance de périodes de sécheresse et de pluie. 49,2 % de la superficie communale est en aléa moyen ou fort (33,6 % au niveau départemental et 48,5 % au niveau national). Sur les 88 bâtiments dénombrés sur la commune en 2019, 52 sont en aléa moyen ou fort, soit 59 %, à comparer aux 25 % au niveau départemental et 54 % au niveau national. Une cartographie de l'exposition du territoire national au retrait gonflement des sols argileux est disponible sur le site du BRGM,.
Par ailleurs, afin de mieux appréhender le risque d’affaissement de terrain, l'inventaire national des cavités souterraines permet de localiser celles situées sur la commune.
La commune a été reconnue en état de catastrophe naturelle au titre des dommages causés par les inondations et coulées de boue survenues en 1982 et 1999. Concernant les mouvements de terrains, la commune a été reconnue en état de catastrophe naturelle au titre des dommages causés par des mouvements de terrain en 1999.

#### Risques technologiques
La commune est en outre située en aval du  barrage de Confolent, un ouvrage sur la Creuse de classe A soumis à PPI, disposant d'une retenue de 4,7 millions de mètres cubes. À ce titre elle est susceptible d’être touchée par l’onde de submersion consécutive à la rupture de cet ouvrage.

#### Risque particulier
Dans plusieurs parties du territoire national, le radon, accumulé dans certains logements ou autres locaux, peut constituer une source significative d’exposition de la population aux rayonnements ionisants. Certaines communes du département sont concernées par le risque radon à un niveau plus ou moins élevé. Selon la classification de 2018, la commune de La Pouge est classée en zone 3, à savoir zone à potentiel radon significatif.

## Toponymie
Le nom de la commune dérive du latin podium indiquant un lieu élevé. Le toponyme pouge est fréquent en Limousin.
La commune porte le nom de La Poja en occitan.

## Les Templiers et les Hospitaliers
La Pouge est une ancienne paroisse de l'ordre du Temple au sein du diocèse de Limoges et de la province templière dite d'Auvergne et du Limousin. En 1282, la chapelle de La Pouge figure dans un compromis entre les Templiers et l'évêque de Limoges et la maison du Temple de La Pouge (Domus Templi de Posgia ; domo templi de La Polgha, Lemovicensis diocesis) est entre autres mentionnée pendant le procès de l'ordre du Temple.
Dès 1327, à la suite de la dévolution des biens de l'ordre du Temple, La Pouge apparait comme membre de la commanderie de Chamberaud, ce qui est encore le cas avant la Révolution française et la disparition des commanderies de l'ordre de Saint-Jean de Jérusalem même s'il est arrivé, notamment en 1660 qu'elle dépende de la commanderie de Maisonnisses. Le commandeur Hospitalier de Chamberaud y était seigneur spirituel, levait la dîme dans son intégralité, possédait quelques immeubles dont l'ancienne maison du Temple, un moulin et quelques rentes. Il percevait également la moitié de la dîme de Saint-Georges-la-Pouge et de Chavanat et levait des rentes (ou des cens?) sur La Pouge, Corcelles, Mazeirat, Villemonteil, Saint-Hilaire-le-Château, Templard, Chavanat, Marcillac, Le Beth, Sussac etc...

## Politique et administration

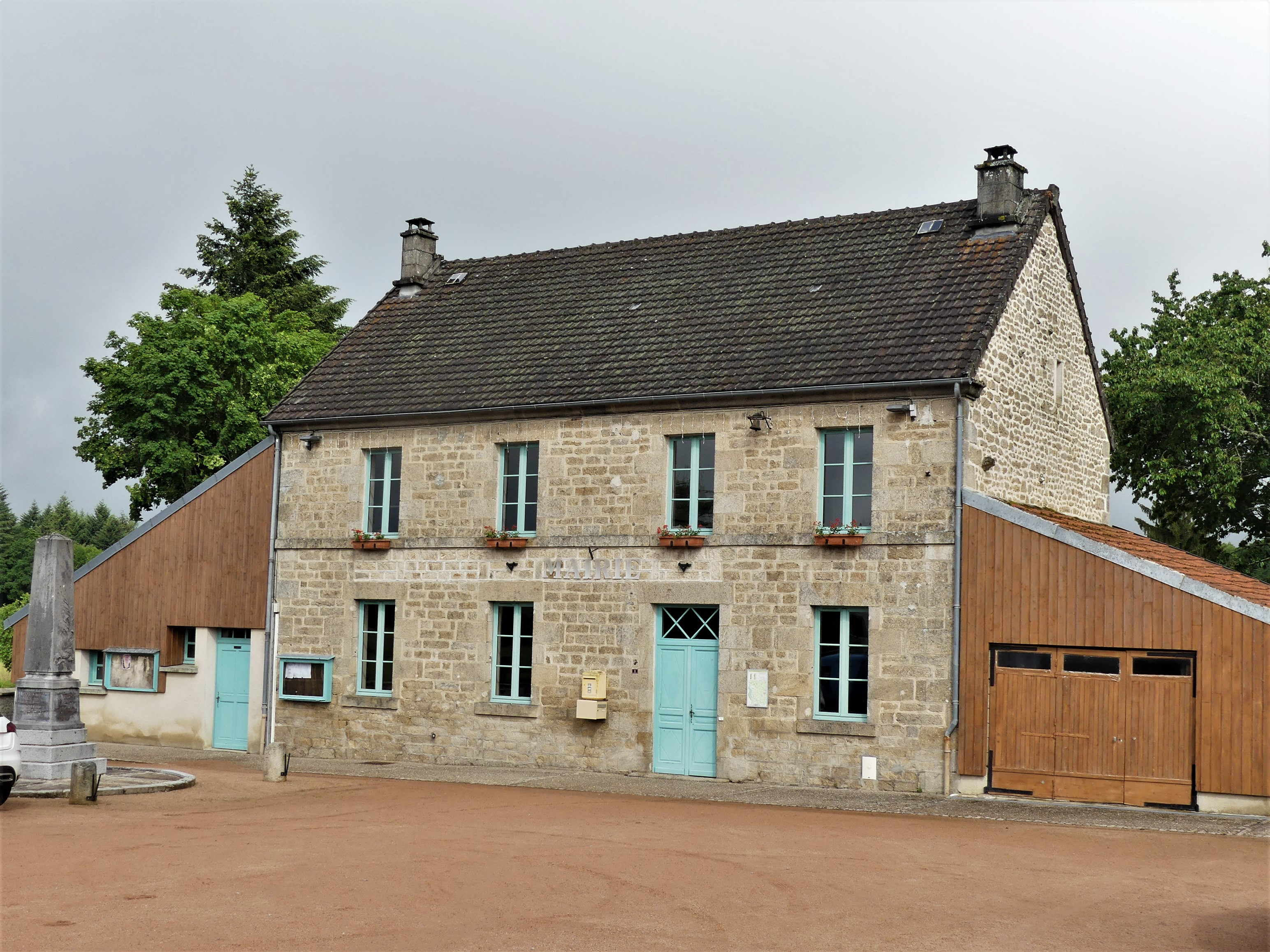
La mairie.

| Période                                  | Période   | Identité             | Étiquette | Qualité                          |
| ---------------------------------------- | --------- | -------------------- | --------- | -------------------------------- |
| Les données manquantes sont à compléter. |           |                      |           |                                  |
|                                          |           |                      |           |                                  |
| mars 2001                                | mars 2008 | Raymond Groussaud    |           |                                  |
| mars 2008 (réélu en mai 2020)            | En cours  | Jean-Claude Bussière | DVG       | Retraité de la Fonction publique |

## Démographie
L'évolution du nombre d'habitants est connue à travers les recensements de la population effectués dans la commune depuis 1793. Pour les communes de moins de 10 000 habitants, une enquête de recensement portant sur toute la population est réalisée tous les cinq ans, les populations de référence des années intermédiaires étant quant à elles estimées par interpolation ou extrapolation. Pour la commune, le premier recensement exhaustif entrant dans le cadre du nouveau dispositif a été réalisé en 2004.

En 2022, la commune comptait 96 habitants, en évolution de +10,34 % par rapport à 2016 (Creuse : −3,32 %, France hors Mayotte : +2,11 %).
| 1793 | 1800 | 1806 | 1821 | 1831 | 1836 | 1841 | 1846 | 1851 |
| ---- | ---- | ---- | ---- | ---- | ---- | ---- | ---- | ---- |
| 234  | 223  | 240  | 299  | 330  | 380  | 381  | 384  | 387  |

| 1856 | 1861 | 1866 | 1872 | 1876 | 1881 | 1886 | 1891 | 1896 |
| ---- | ---- | ---- | ---- | ---- | ---- | ---- | ---- | ---- |
| 378  | 352  | 328  | 331  | 336  | 348  | 335  | 307  | 341  |

| 1901 | 1906 | 1911 | 1921 | 1926 | 1931 | 1936 | 1946 | 1954 |
| ---- | ---- | ---- | ---- | ---- | ---- | ---- | ---- | ---- |
| 343  | 384  | 371  | 273  | 239  | 172  | 187  | 174  | 150  |

| 1962 | 1968 | 1975 | 1982 | 1990 | 1999 | 2004 | 2006 | 2009 |
| ---- | ---- | ---- | ---- | ---- | ---- | ---- | ---- | ---- |
| 142  | 119  | 111  | 110  | 87   | 78   | 73   | 70   | 83   |

| 2014 | 2019 | 2022 | - | - | - | - | - | - |
| ---- | ---- | ---- | - | - | - | - | - | - |
| 85   | 96   | 96   | - | - | - | - | - | - |

## Culture locale et patrimoine

### Lieux et monuments
L'église Saint-Jacques du XIIe siècle est construite sur une ancienne grange de la Commanderie des Templiers, liée à celle de Chamberaud.
Dans le bourg, route de Saint-Georges La Pouge, un bâtiment porte toujours les croix des Chevaliers des Templiers.

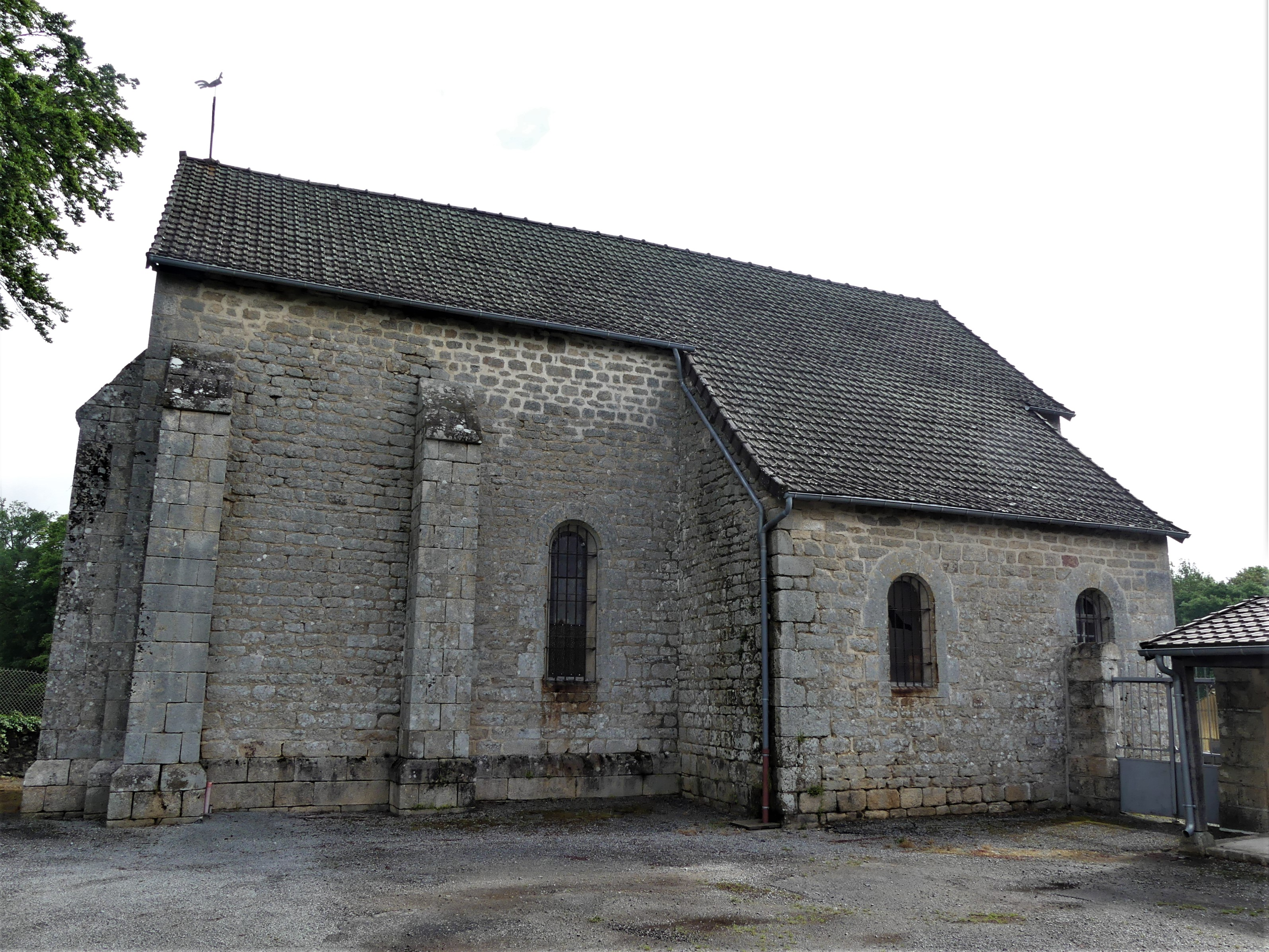
L'église Saint-Jacques.
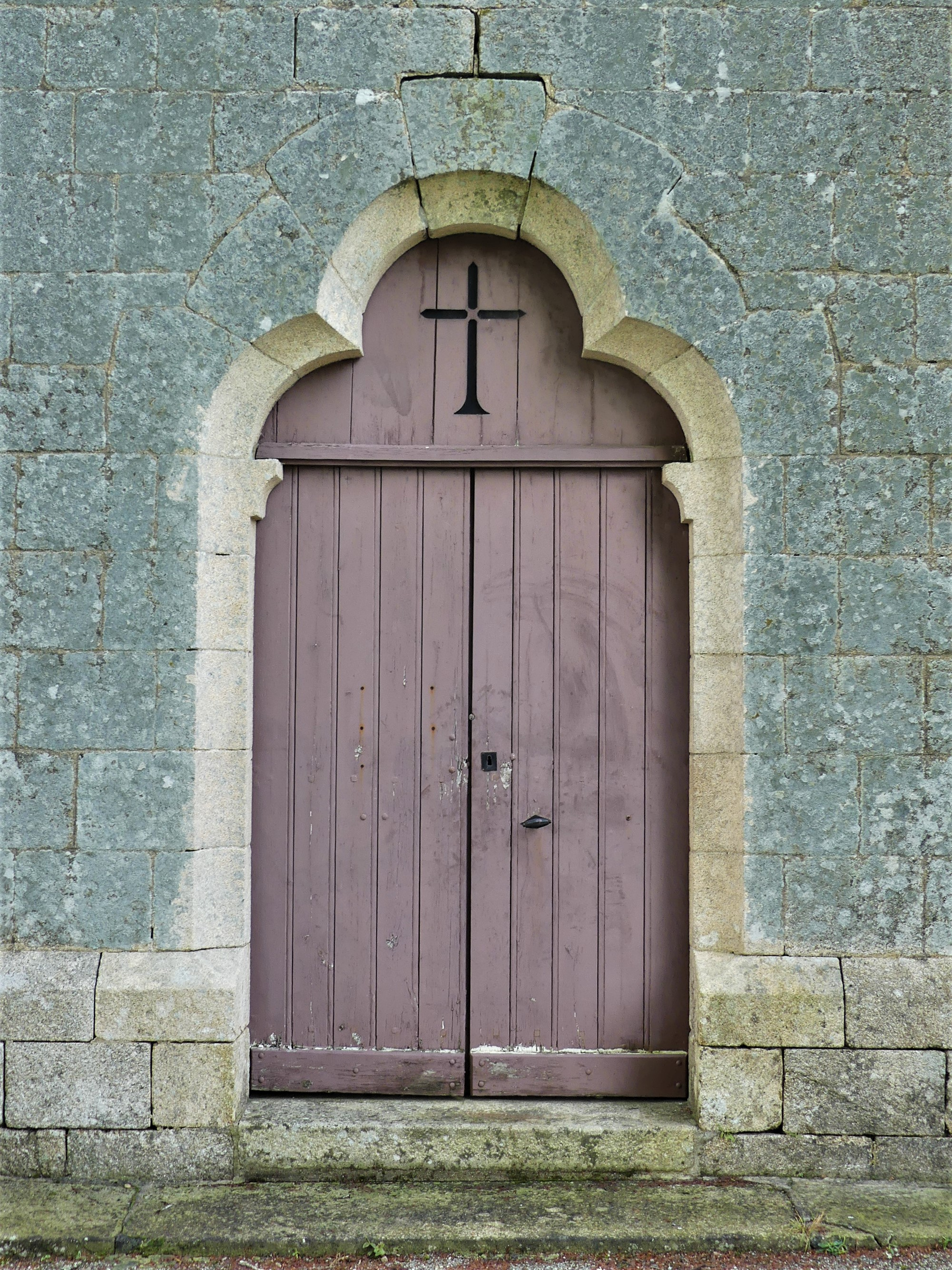
Son portail.
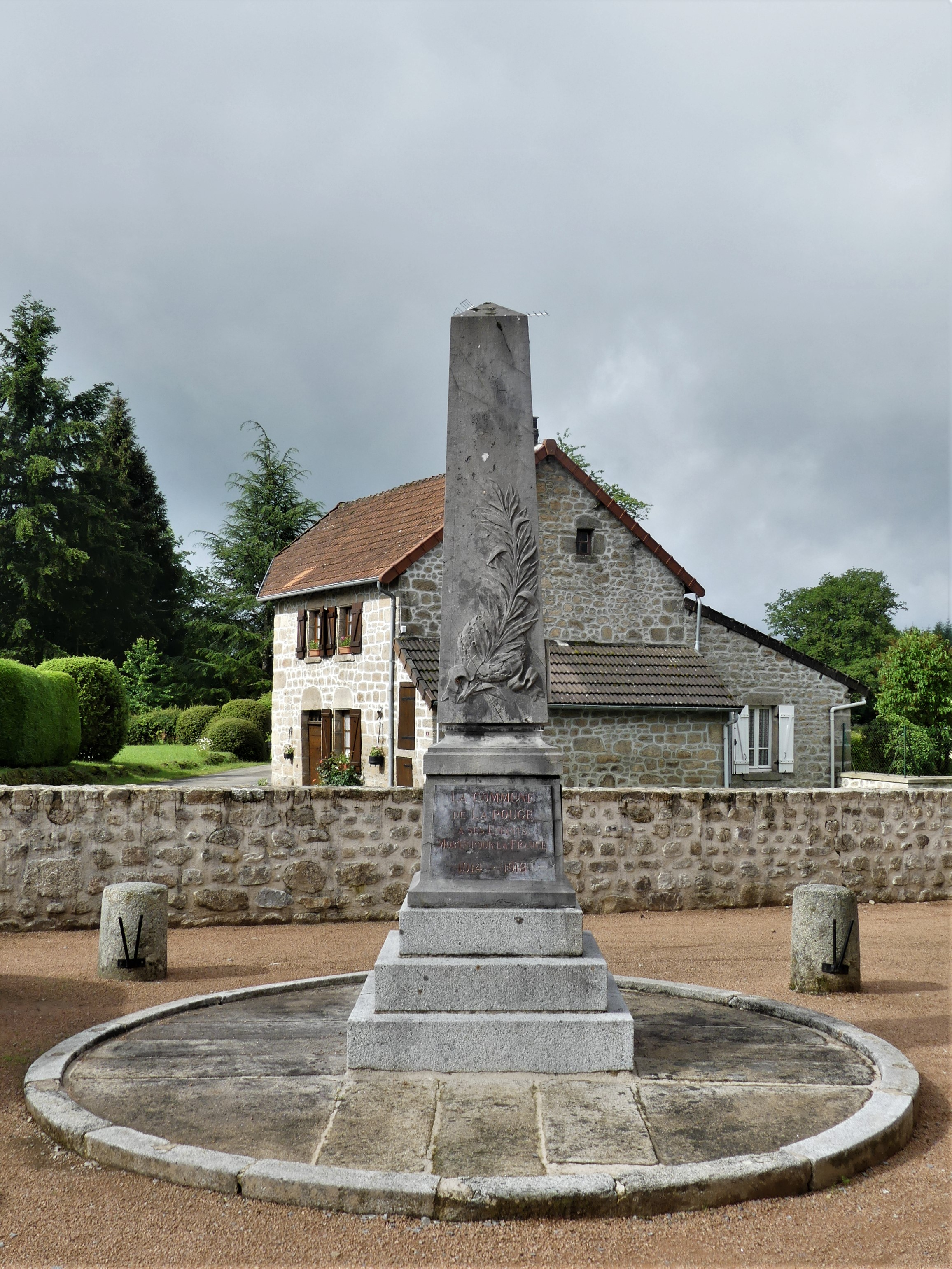
Le monument aux morts.